# Léobon de Salagnac
Léobon de Salagnac est un ermite qui vivait au VIe siècle dans la marche du Limousin (Creuse), reconnu comme saint par l’Église catholique romaine. L'abbé Louis Dubreuil nous a transmis l’histoire de sa vie. François Mettoux  a écrit un poème sur lui. Fête le 13 octobre.

## Sa naissance
Léobon naquit à la fin du Ve siècle à  Saint-Étienne-de-Fursac, sa date de naissance précise est inconnue. Ses parents, chrétiens, le mirent sous la protection de sainte Rufine, patronne de la ville de Fursac.
Enfant pieux, attiré précocement par la méditation et la prière, il aimait à s'isoler pour prier.
Il établit un ermitage aux environs de Fursac, sur une montagne boisée, qui bordait la Gartempe. À cette même place, en 1743, il existait une chapelle attestée par le cadastre.
Léobon partageait son temps entre la prière et les travaux des champs, afin de subvenir aux besoins matériels de sa vie, fréquentant régulièrement l'église pour se rendre à la Messe.
Actuellement, une pierre en forme de siège est nommée par les habitants, pierre de saint Léobon, elle aurait été son lieu favori de méditation.

## Son départ de Fursac
Selon la légende, Léobon reçut un jour la visite d'une femme qui prétendait s'être perdue dans la forêt et lui demandait l'hospitalité. Devant les propos licencieux qu'elle tint, Léobon recouvrit le pavé de son ermitage avec des charbons ardents, et s'y coucha, invitant la femme à le rejoindre. Celle-ci effrayée, retourna en toute hâte rejoindre ses complices qui constatèrent que Léobon n'avait pas été brûlé.
C'est ainsi que la réputation de sainteté de Léobon se répandit dans la région, et que les foules arrivèrent en masse pour vénérer celui qu'elles considéraient comme un saint.
Mais ce dernier quitta alors son ermitage. Toutefois, à cet endroit, tous les champs portèrent le nom de Saint Léobon, et cela de temps immémorial, comme en fait foi une matrice cadastrale de 1743.

## Sa retraite à Salagnac
Léobon quitta Fursac pour aller à Le Grand-Bourg de Salagnac, non loin de son premier ermitage, sur la rive droite de la Gartempe. Il y vécut dans la solitude, la prière et les mortifications jusqu'à sa mort qui aurait eu lieu le 13 octobre 530.
À cet endroit, Maître Gérard, chanoine de Limoges, fit bâtir une chapelle dont on voyait encore les murs au siècle dernier.
Un document postérieur montre le curé du Grand-Bourg prenant possession de cette chapelle de Saint-Léobon en 1563. Un manuscrit de la cathédrale de Limoges dit que son corps y était vénéré en 1405. Sous un vieux tilleul, près du portail de l'église paroissiale, on voit encore l'ancien ambon ou chaire de l'antique église de Saint-Léobon. Aujourd'hui, on y dépose les cercueils avant leur entrée dans l'église.

## Vénération
La réputation de Léobon attira un grand nombre de fidèles qui venaient prier sur le lieu de son ermitage, et demander la guérison de leurs maux. Certains même se retiraient dans la solitude à proximité. Quelques-uns consacrèrent leur grande fortune à la restauration des églises et au soulagement des pauvres.
Bernard Guidonis, qui vivait en 1260, au château de Juvet, près la Roche-l'Abeille, en Limousin, raconte que les dons des seigneurs, guéris de leurs infirmités par la puissance de saint Léobon, furent si considérables que l'église de Sainte-Rufine était, à la fin du VIIIe siècle, une des plus riches du diocèse de Limoges. On a tout lieu de croire que la chapelle de Saint-Léobon, détruite en 1755, fut bâtie à cette époque avec les offrandes des pèlerins.
D'une délibération prise par les habitants de Fursac, à la date du 1er novembre 1755, à propos de la construction d'un pont, il a été écrit :
« Toutes ces circonstances ont décidé la communauté de requérir la construction d'un pont de pierre solide sur la dite rivière, à l'endroit où il serait jugé le plus commode et utile, et d'un autre petit sur le ruisseau appelé du Péroux, qui aux moindres pluyes déborde assez considérablement et de façon à n'y pouvoir passer, ce qui rend ce segond pont aussi indispensable que le premier. »
« La communauté constitue pour son procureur général le sieur Vincent Brunetaud, Syndic, pour faire auprès du seigneur Intendant de Limoges toutes les démarches nécessaires pour parvenir au bail et adjudication des dits deux ponts, le chargeant aussi de vendre et destiner au plus offrant et dernier enchérisseur tous les matériaux de la chapelle de Saint-Léobon et le gros tilleul qui est au-devant de la dite chapelle, pour le prix du tout en provenant être employé au profit de la dite paroisse et à la construction des dits ponts. »
Ainsi Fursac vérifiait bien son étymologie, c'était vraiment un centre de dévotion, un lieu béni, une ville sainte, Forum sacrum, Forsac, Fursac.
Le bruit qui se faisait autour du berceau de Léobon ne pouvait échapper à l'évêque de Limoges, Turpin. Celui-ci se rendit à Fursac, à l'exemple de Rorice, son digne prédécesseur. C'était en 939. Sa présence, lors d'une grande procession qui chantait Sancte Leobone, ora pro nobis fit beaucoup pour le renom du lieu et la célébrité de Léobon.
Ce pèlerinage se renouvelle chaque année le dimanche qui précède l'Ascension.
Au sommet de la côte des Montadours, (montes adoratorum), sur une esplanade circulaire, se trouve assise sur un large socle de pierre une croix de fonte, don de M. Louis Béchade, de Saint-Étienne de Fursac. Cette croix a été établie sur l’emplacement même de l'antique chapelle par les soins de M. l'abbé Feigneux, curé de la paroisse.
Léobon est particulièrement prié pour la guérison des enfants malades, des personnes atteintes de fièvres ou d'inflammations intestinales. Actuellement, il existe non loin du sanctuaire, une maison d'accueil pour les pèlerins.

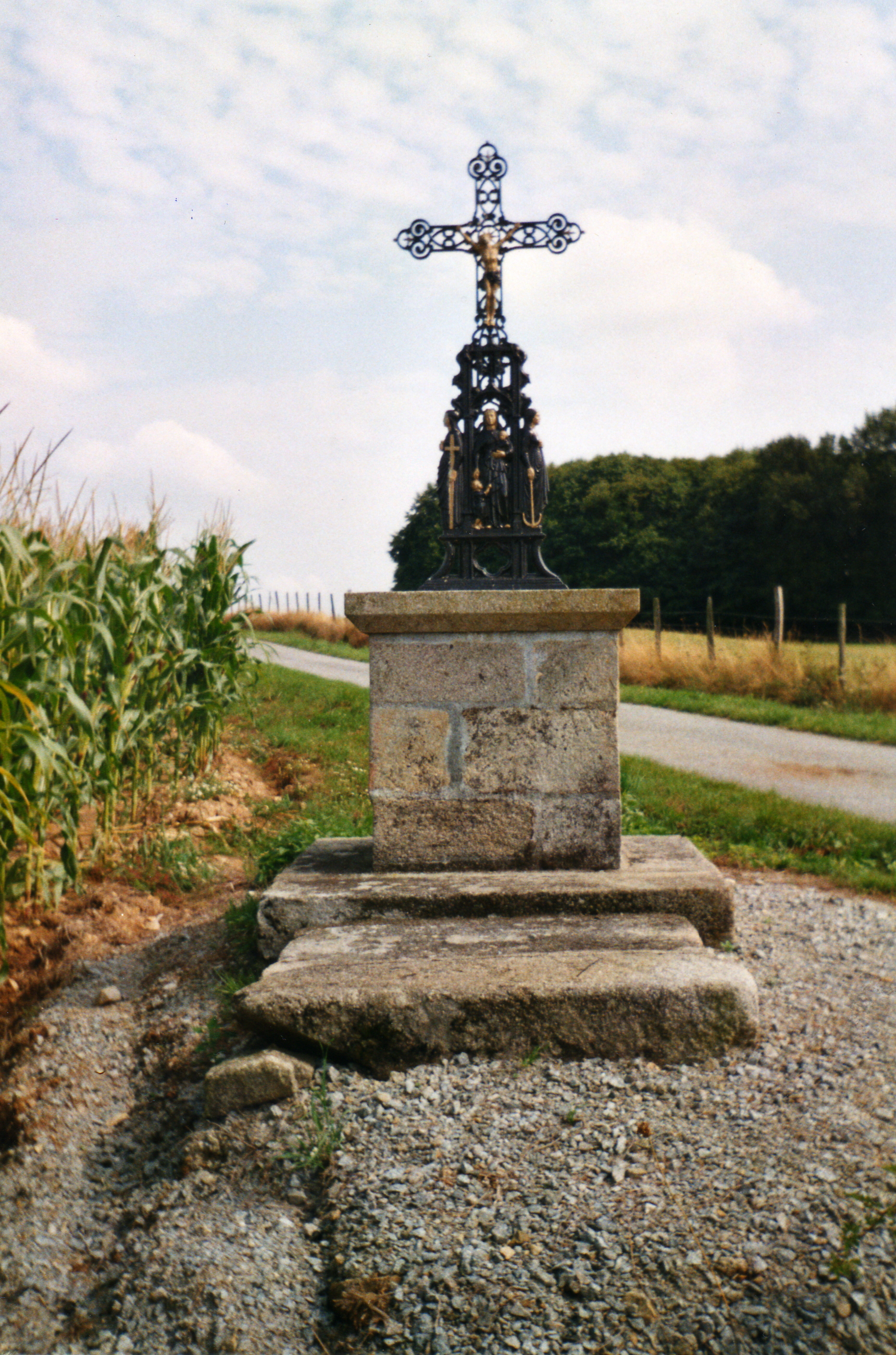
Croix de Saint Léobon sur son socle, entre les villages de Lascougiraud et La Chaise-Nadaud.
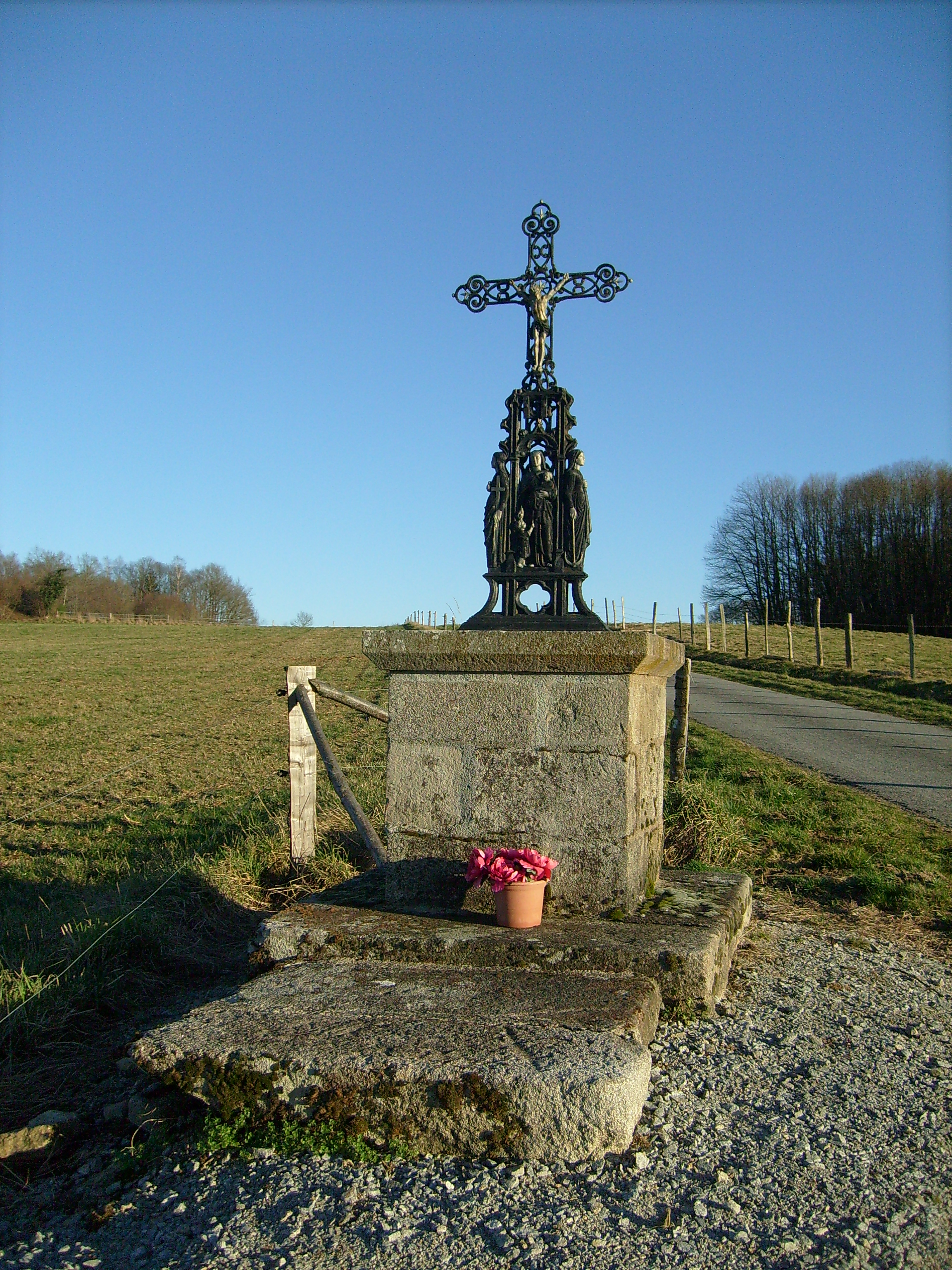
Croix de Saint Léobon sur son socle, entre les villages de Lascougiraud et La Chaise-Nadaud.
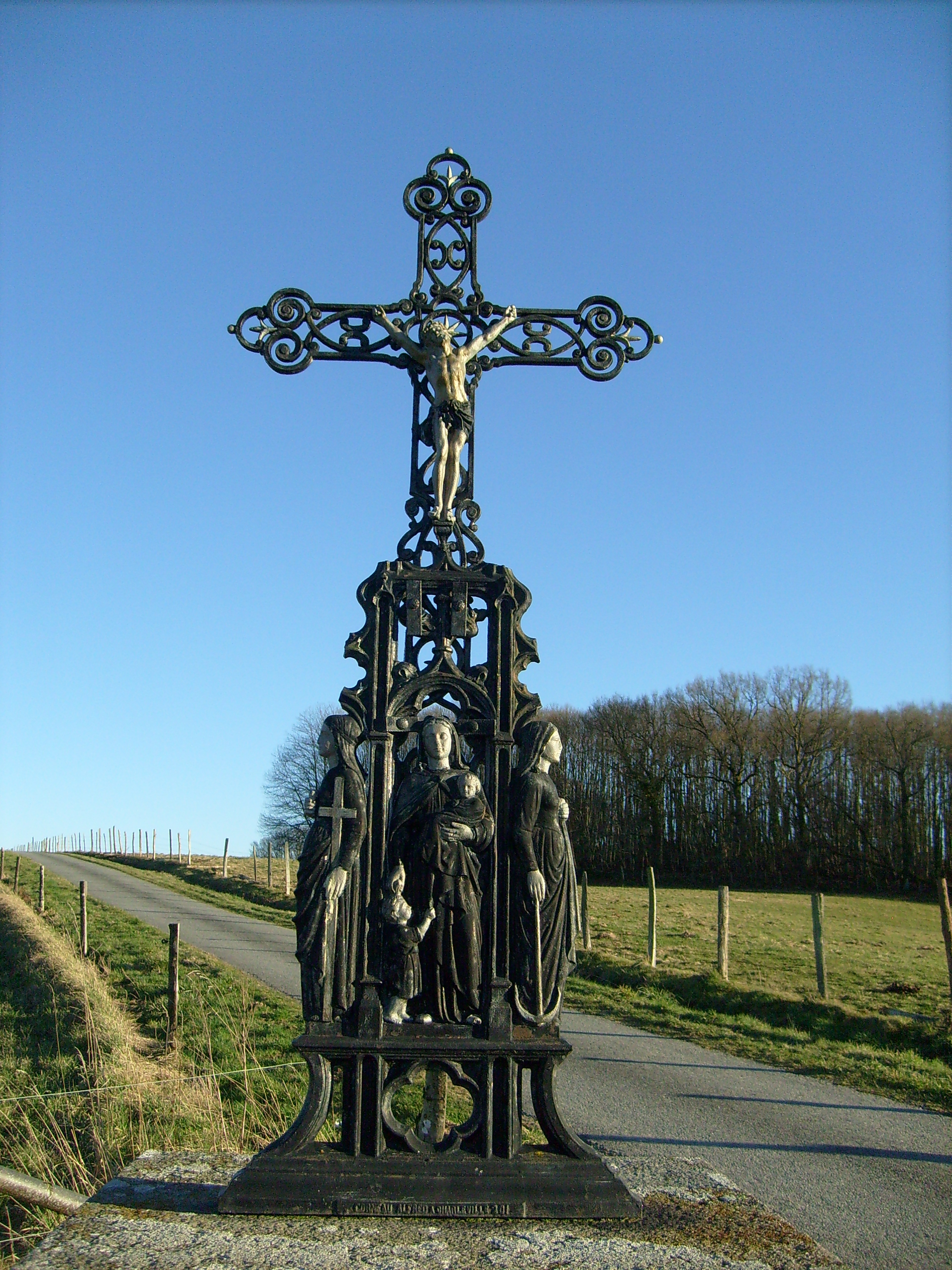
Croix de Saint Léobon en fonte, entre les villages de Lascougiraud et La Chaise-Nadaud.

## Ses miracles
L'histoire locale a conservé le souvenir de plusieurs miracles attribués à Saint Léobon :
C'était en 994, sous l'épiscopat d'Hilduin [Hilduin était fils de Géraud, vicomte de Limoges, et frère d'Aimeric de Rochechouard, duquel sont issus les seigneurs de ce nom. Il fit bâtir une partie de la cathédrale et reconstruire, dans la même ville, le monastère de Saint Martin, où il fut inhumé vers l'an 1012.]. Les habitants de l'Aquitaine avaient commis bon nombre d'exactions. Ils furent atteints d'un feu intérieur douloureux, qu'ils attribuèrent à la colère de Dieu. Voyant qu'aucun remède connu ne les soulageaient, l'évêque Hilduin ordonna qu'on fit, avec toute la solennité possible, une procession générale dans laquelle on porterait non seulement les reliques de saint Martial, mais toutes celles que possédaient les différentes églises de son vaste diocèse.

À cet appel, les habitants de Salagnac et de Fursac s'assemblèrent en grand nombre au tombeau de saint Léobon. Sur le conseil des religieux et des prêtres, on ouvrit avec un grand respect la châsse qui renfermait les ossements du saint, puis on lava ces restes précieux avec du vin bénit, que l'on garda pour en faire prendre aux malades. Le premier qui en goûta fut un jeune homme. À l'instant même, il fut guéri. Le jeune homme se rendit à pied à Fursac, pour prier dans la chapelle de son puissant protecteur. Cette guérison ne fut pas la seule qui eut lieu à cette occasion.
Lors du transport à Limoges du corps de saint Léobon, conformément à l'ordonnance épiscopale, on passa la première nuit en prières, sur une colline boisée, près d'Ambazac, bourg important, situé sur la route de Salagnac à Limoges. Les habitants accoururent, dont un enfant qui souffrait de la maladie des Ardents, il fut immédiatement guéri. Son père, revint à la Jonchère, son pays, en louant et en bénissant Dieu d'une si grande faveur.
Plusieurs autres enfants, atteints du même mal, recouvrèrent la santé au même endroit. Devant ces miracles, le seigneur d'Ambazac assigna d'importants revenus annuels à l'entretien du culte de saint Léobon.
Arrivés à Limoges, les habitants de Fursac et de Salagnac se hâtèrent de porter les reliques de leur patron sur la colline, désignée pour être le rendez-vous général des châsses et des malades. D'autres nombreuses autres guérisons se produisirent à cet endroit. On appela désormais ce lieu Montjauvy, mons gaudii, c'est-à-dire la montagne de la joie.
Ensuite, les reliques furent rapportées dans leurs églises respectives en procession solennelle.
Dans l'église actuelle de Saint-Étienne de Fursac, on voyait un autel dédié à saint Léobon comme le prouvent les deux actes suivants, extraits des registres paroissiaux :
- « Le vingt-huitième juillet, mil sept cent cinquante-et-un, est décédé, après avoir reçu les sacrements de pénitence, eucharistie et extrême-onction, M. Leonard Guérin, seigneur de Chabannejudaud, du présent bourg, âgé d'environ soixante-douze ans, dont le corps a été inhumé le lendemain par moy soussigné dans l'église de cette paroisse, auprès de l'autel de saint Léobon en présence de messire Martial Guérin, curé de

Fromental, son frère, et de Michel Decoudier, seigneur du Mazet, du présent bourg, qui ont signé : Nonique, curé-prieur de Saint-Etienne de Fursac, -- Rocherolle, curé de Saint-Pierre de Fursac. -- Martial Guérin, curé de Fromental -- Michel Decoudier, seigneur du Mazet » ;
- « Le vingt-quatrième mars mil sept cent soixante-six, est décédée Marie Rogues, âgée de quatorze ans, fille de M. Rogues, bourgeois du présent bourg, et de Mademoiselle Louise Guérin, dont le corps a été inhumé par moi soussigné dans l'église de cette paroisse, auprès de l'autel de saint-Léobon, en présence de M. Michel Decoudier, bourgeois du présent bourg, et de M. René Rossignol, bourgeois du présent bourg, qui ont signé : Nonique, prieur-curé de Saint-Etienne de Fursac, -- Michel Decoudier -- René Rossignol. »

## Son culte
Informés du retour des reliques de saint Léobon, et fiers de la grande célébrité que lui avaient value ses miracles, les gens de Fursac résolurent de se rendre à Salagnac, afin de s'en emparer même de vive force, si besoin était, et de déposer en leur église un aussi précieux trésor. Cette détermination prise, ils s'arment de bâtons, attellent à la hâte deux bœufs à une charrette et partent pour leur pieuse expédition, à la faveur de la nuit. Marchant dans le plus profond silence pour n'alarmer personne, ils arrivent à Salagnac, à l'heure où ses habitants dormaient paisiblement.
La troupe armée se dirige furtivement vers le sanctuaire qui gardait la châsse du saint. On la saisit avec un religieux respect ; puis, après l'avoir placée avec soin sur le char rustique, nos pieux ravisseurs s'empressent de reprendre le chemin de Fursac, heureux d'avoir pu opérer sans esclandre et sans lutte leur pieux larcin. Mais soudain se fait entendre le son vibrant des cloches ; une voix puissante s'en échappe et crie distinctement ces paroles révélatrices :

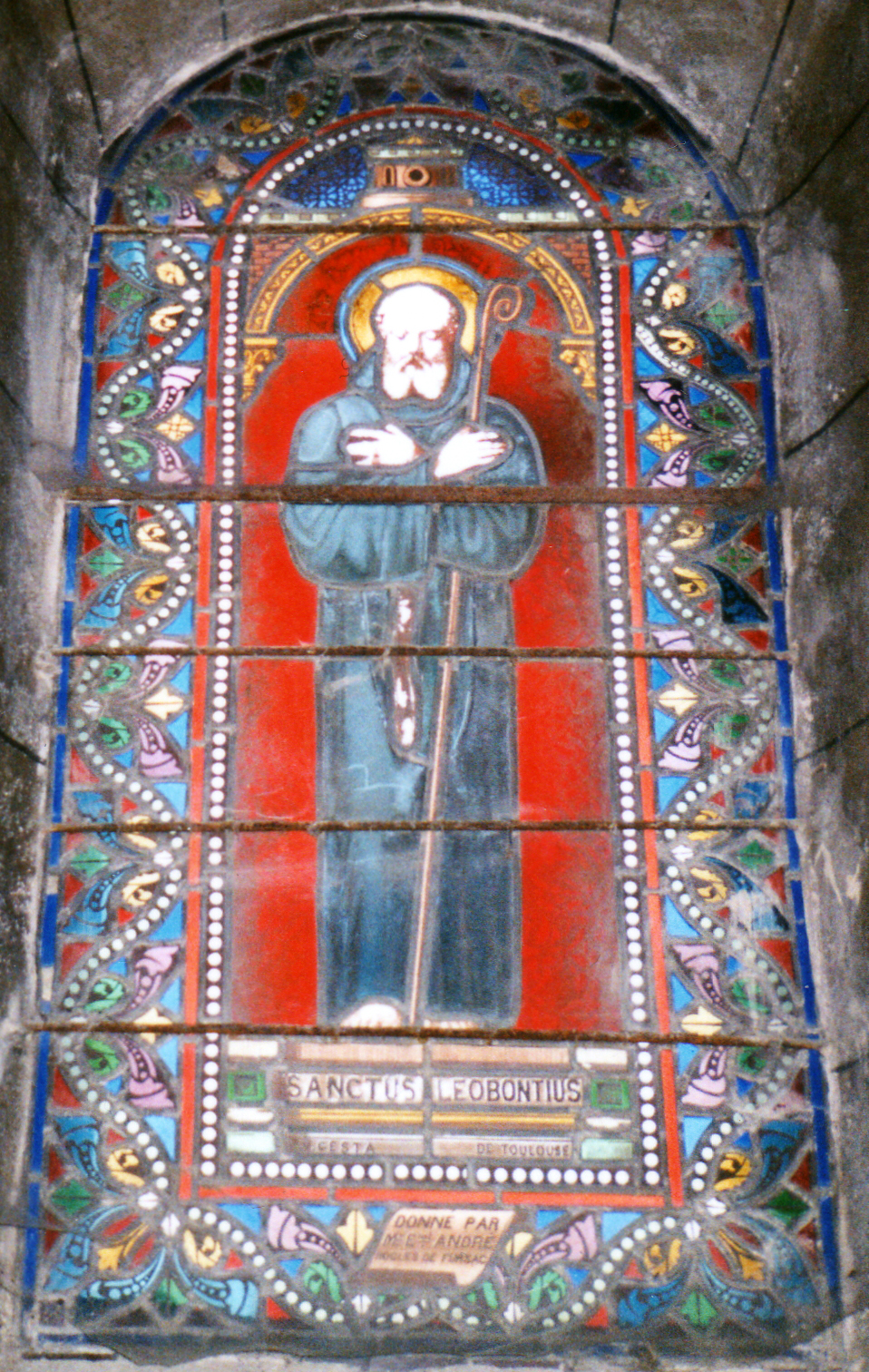
Vitrail de Saint Léobon dans l'église de Saint-Étienne-de-Fursac, don de M. André Rogues de Fursac.

Éveillés en sursaut par cet appel étrange, les habitants du Grand-Bourg de Salagnac se lèvent en toute hâte et s'élancent à la poursuite des ravisseurs. Ils les atteignent bientôt à l'endroit dit : Gasne de Marliat, car la voiture n'avançait que lentement dans des chemins profondément ravinés et que rendait encore plus impraticables l'obscurité de la nuit.
Une lutte violente devenait inévitable, si, par une inspiration du saint, les cœurs ne se fussent spontanément calmés ; on convint d'un commun accord de partager par moitié entre Fursac et Salagnac les reliques, objet d'une si ardente convoitise. C'était, parmi les habitants de Fursac, une croyance accréditée que saint Léobon avait dit, à sa mort, que « là où serait son bras droit, là aussi serait son pouvoir d'intercession auprès du Très-Haut. » Aussi déclarèrent-ils, avec une feinte modération, qu'ils se contenteraient de ce membre vénérable dans le partage ; cette faveur leur fut facilement accordée.
Depuis lors, Fursac et le Grand-Bourg ont toujours rivalisé de zèle et d'ardeur pour honorer leur commun patron : dans l'une et l'autre localité, on l'invoque pour obtenir miracles et guérisons.
Geoffrois de Vigeois, qui reçut la prêtrise à Bénévent des mains de Gérald II, évêque de Limoges, en 1167, raconte, dans sa Chronique, publiée en 1183, que les reliques de saint Léobon étaient exposées à la vénération publique, de son temps, dans la chapelle même qui porte le nom du saint.
Bernard Guidonis ajoute qu'on conservait, dans le même endroit, le récit manuscrit des actions miraculeuses de saint Léobon. Son chef se voyait à Salagnac en 1405. Avant  la Révolution, Guéret se flattait d'en posséder la majeure partie dans l'église paroissiale. Mais on ignore la date de cette translation.
M. l'abbé Gras, doyen du Grand-Bourg affirme qu'il possède dans son église une riche pièce d'orfèvrerie du XIIIe siècle, dite reliquaire de saint Léobon. Ce magnifique reliquaire a la forme d'une main.
Les vieillards de Fursac affirment qu'avant 1793 il en existait un semblable dans leur église, d'après le dire de leurs pères. Mais ce reliquaire a disparu.

## Poème
| On gravit l'agreste colline Portant le nom des Montadours, Et péniblement on chemine Dans la voie aux brusques détours ; On entend dans le frais feuillage Des châtaigniers et des bouleaux Les doux accents, le gai ramage De nos plus gentils passereaux. Sur le thym l'abeille butine, Et les genêts aux gerbes d'or, Ainsi que la blanche aubépine, Forment un gracieux décor. Sous la motte ou dans la bruyère Retentit le chant du grillon, Et l'on récite sa prière En invoquant saint Léobon. | Au vallon riant des Surines, Qu'arrose un ruisseau murmurant, Mille fleurettes purpurines Émaillent le gazon naissant. Il semble que la Providence Ait voulu rendre beaux ces lieux Où le solitaire, en silence, Priait en contemplant les cieux. On prête une oreille attentive Aux concerts, aux refrains joyeux Qui s'élèvent de chaque rive De l'étroit chemin rocailleux. Rossignols, fauvettes, mésanges, Au printemps, dès l'aube du jour, Chantres ailés comme les anges, Y bénissent le Dieu d'amour. | Sur le plateau de Larivaille, Où le saint traça des sillons, Croissent des blés de haute taille Donnant d'abondantes moissons ; Et tout ce vaste territoire, En souvenir de Léobon, Porte, pour garder sa mémoire, Le nom du vénéré patron. En approchant de l'ermitage Qui fut témoin de ses vertus, On se pénètre davantage Des bons exemples des élus. On se dit : c'est par la prière, En suivant les lois du Seigneur, Qu'après cette vie éphémère, On obtient l'éternel bonheur. | Devant la belle croix de fonte, Placée et debout en ce lieu, Le vœu du fervent chrétien monte Alors jusqu'au trône de Dieu ; Ensuite on va boire aux fontaines Où des malades sont guéris, Dont les eaux limpides et saines Glissent sur les gazons fleuris. O Léobon ! dans nos angoisses Nous avons tous recours en toi ; Veille bien sur nos deux paroisses, Fais que leur guide soit la foi. Nous voulons la vertu sublime Qui t'honora : la chasteté ; Préserve-nous du sombre abîme Que veut creuser l’impiété ! |